# Acalyptris vacuolata
Acalyptris vacuolata là một loài bướm đêm thuộc họ Nepticulidae. Nó được miêu tả bởi Scoble năm 1980. Nó được tìm thấy ở Nam Phi (nó được mô tả ở vườn quốc gia Kruger).